# Crystal Fighters
Crystal Fighters er et anglo-spansk folk-electronica-band dannet i 2007 i London (England) og Navarra (Spanien). Bandets tredje album, Everything is my family, blev udgivet i oktober 2016.